# Monte Albo
Il monte Albo (in sardo monte Arvu) è un massiccio calcareo situato nella parte centro orientale della Sardegna, in provincia di Nuoro. È caratterizzato da una linea di cresta lunga ben 13 km, con un'altezza media superiore ai 1000 m.
I punti più alti sono  punta Catirina e punta Turuddò. Queste due cime si trovano una di fronte all'altra ed hanno la particolare caratteristica di essere entrambe alte 1127 m. Le altre cime sopra i 1000 m sono:
- punta Ferularju, 1057 m;
- punta Romasinu 1055 m;
- punta Su Mutrucone, 1050 m;
- punta Gurturjos, 1042 m;
- punta Cupetti, 1029 m.

È stato frequentato sin dall'antichità dall'uomo, che vi ha costruito anche dei nuraghi, il più noto dei quali è quello di Littu Ertiches.

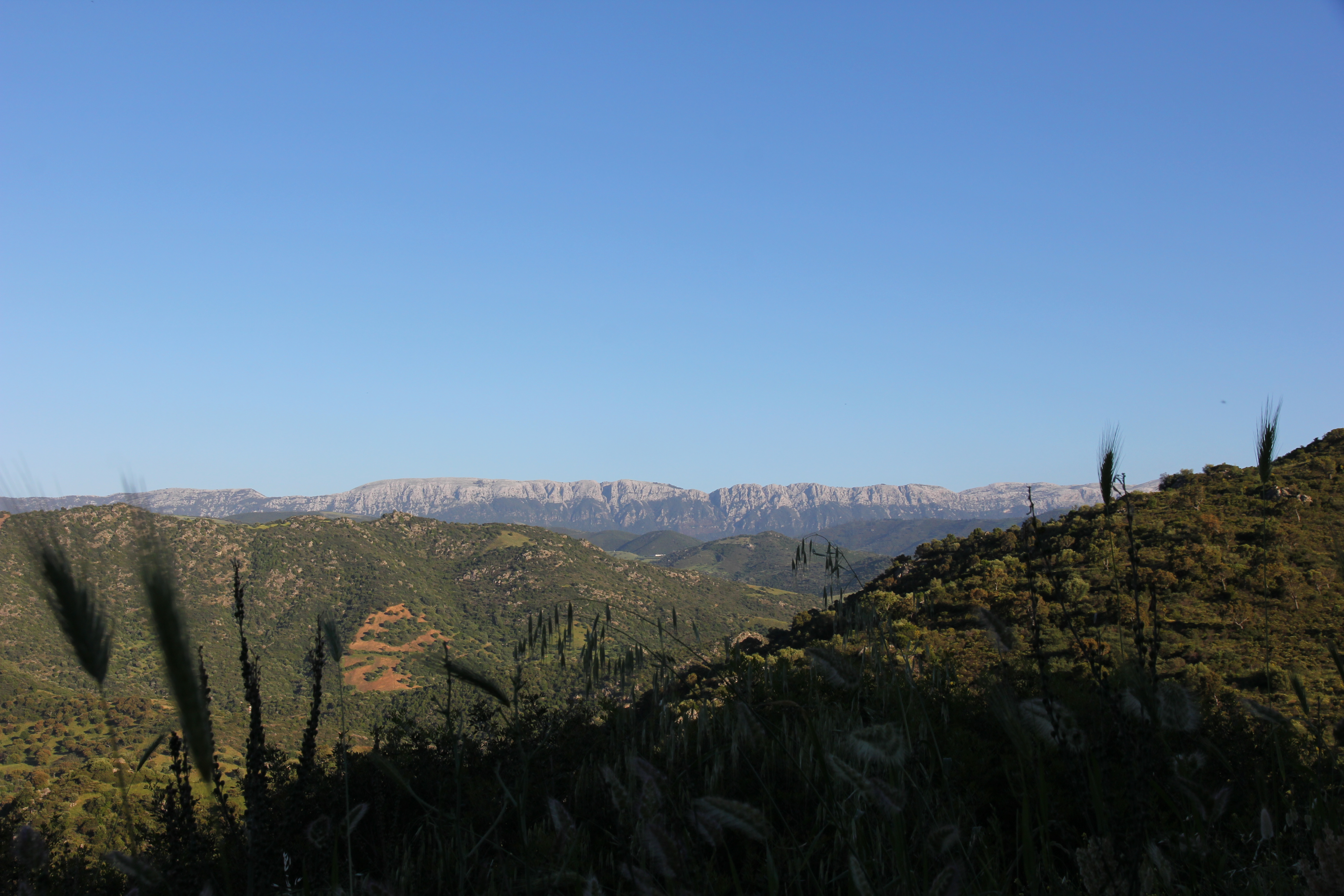
La lunga catena del monte Albo

Sul monte Albo trovano il loro ambiente naturale l'aquila reale, il muflone, il cinghiale, l'astore sardo, il raro gracchio corallino, è presente un endemismo lo Speleomantes flavus. La flora è caratterizzata dalla presenza di arbusti rari come: Asfodelo giallo (Asphodeline lutea) - ed endemismi come la Campanula sarda (Campanula forsythii) - Violaciocca laciniata (Hesperis laciniata) - Lattuga del Monte Albo (Lactuca longidentata) - Crespolina corsa (Santolina corsica) - Betonica di Corsica (Stachys corsica) endemismo sardo-corso. La montagna è diventata una meta per gli escursionisti: lungo i costoni e attraverso i passi (Janna Portellìtos, 639 m) si possono ammirare suggestivi panorami.
Bibliografia 
Ignazio Camarda - Ambiente e Flora del Monte Albo, Il Portico Editrice, Casale Monferrato, 1984
Autori Vari, -  Monte Albo una montagna tra passato e futuro.  M. Atti del Convegno - Lula 1986,(a cura di  Ignazio Camarda)  Carlo Delfino Editore, Sassari..